# Hit and Run (film, 2012)
Pour les articles homonymes, voir Hit and run.
Pour plus de détails, voir Fiche technique et Distribution.
Hit and Run, ou Délits et fuite au Québec, est un film américain réalisé par Dax Shepard et David Palmer, sorti en 2012.

## Synopsis
Un ex-braqueur de banques en fuite quitte le programme de protection des témoins pour conduire sa petite-amie à Los Angeles à un rendez-vous professionnel crucial. Les autorités et son ancienne bande ont vent de sa réapparition et vont le rechercher obstinément.

## Fiche technique
- Titre original : Hit and Run
- Titre québécois : Délits et fuite
- Réalisation : Dax Shepard et David Palmer
- Scénario : Dax Shepard
- Direction artistique :
- Décors : Emiy Bloom ; Elizabeth Callens (plateau)
- Costumes : Brooke Dulien
- Directeur de la photographie : Bradley Stonesifer
- Montage : Keith Croket
- Musique : Robert Mervak et Julian Wass
- Production : Andrew Panay, Nate Tuck et Kim Waltrip ; Audrey Loggia (coproduction) ; Adam Blum et Tony Loguzzo (associé)
  - Production exécutive : Jim Casey, Paul Bojic, Howard Young, Erica Murray et Paul Bunch
- Sociétés de production : Primat Pictures, Kim and Jim Productions et Panay Films
- Sociétés de distribution : Open Road Films (en) (États-Unis) ; Metropolitan Filmexport (France)
- Pays d'origine :  États-Unis
- Langue originale : anglais
- Format : couleur - 35 mm - 2,35:1 - son Dolby Digital
- Genre : comédie
- Durée : 100 minutes
- Dates de sortie :
 États-Unis : 24 août 2012
 France : 29 août 2012

Source : IMDb

## Distribution
- Dax Shepard (VF : Axel Kiener ; VQ : Antoine Durand) : Charlie Bronson / Yul Perkins
- Kristen Bell (VF : Laura Préjean ; VQ : Catherine Proulx-Lemay) : Annie
- Tom Arnold (VF : Michel Dodane ; VQ : Manuel Tadros) : Randy, le marshal
- Bradley Cooper (VF : Alexis Victor ; VQ : Philippe Martin) : Alex D'mitri
- Beau Bridges (VF : José Luccioni) : Clint Perkins
- Michael Rosenbaum (VF : Damien Ferrette ; VQ : Jean-François Beaupré) : Gil
- Jess Rowland (VF : Vincent de Boüard ; VQ : Nicholas Savard L'Herbier) : Terry Rathbinn
- Kristin Chenoweth (VF : Patricia Legrand ; VQ : Michèle Lituac) : Debbie Kreeger
- Joy Bryant (VF : Ingrid Donnadieu ; VQ : Camille Cyr-Desmarais) : Neve
- Ryan Hansen (VF : Gilduin Tissier) : Alan
- Jason Bateman (VF : Alexandre Guansé) : Keith
- Sean Hayes : Sandy Osterman (caméo)

Source et légende : Version française (VF) et Version francophone québécoise (VQ)

## Autour du film
Le film a été achevé durant l'été 2011.[réf. souhaitée]
Le 21 décembre 2011, Open Road Films (en) récupère les droits de distribution du film et en change le nom, de Outrun à Hit and Run.